# Choque de demanda
Na economia, um choque de demanda é um evento repentino que aumenta ou diminui temporariamente a demanda por bens ou serviços.
Um choque de demanda positivo aumenta a demanda agregada (AD) e um choque de demanda negativo diminui a demanda agregada. Os preços de bens e serviços são afetados em ambos os casos. Quando a demanda por bens ou serviços aumenta, seu preço (ou níveis de preços) aumenta devido a uma mudança na curva de demanda para a direita. Quando a demanda diminui, seu preço diminui devido a uma mudança na curva de demanda para a esquerda. Choques de demanda podem se originar de mudanças em coisas como taxas de impostos, oferta de moeda e gastos do governo. Por exemplo, os contribuintes devem menos dinheiro ao governo após um corte de impostos, liberando assim mais dinheiro disponível para gastos pessoais. 
Durante a crise financeira global de 2008, um choque negativo de demanda na economia dos Estados Unidos foi causado por vários fatores que incluíram a queda dos preços das casas, a crise das hipotecas subprime e a perda de riqueza das famílias, o que levou a uma queda nos gastos do consumidor. Para conter esse choque negativo de demanda, o Federal Reserve System reduziu as taxas de juros. Antes de ocorrer a crise, a economia mundial experimentou um choque positivo de oferta global. Imediatamente depois, no entanto, um choque positivo de demanda global levou ao superaquecimento global e ao aumento das pressões inflacionárias.